# Света Параскева (Поликастано)
Вижте пояснителната страница за други значения на Света Параскева.
„Света Параскева“ (на гръцки: Αγίας Παρασκευής) е възрожденска православна църква в населишкото село Поликастано (Клепиш), Егейска Македония, Гърция, част от Сисанийската и Сятищка епархия.
Храмът е построен в 1795 година – дата изписана под патронната икона над входа. Според друг източник храмът е от 1778 година. Ценни са резбованият иконостас, мощите и стенописите на църквата. Представлява гробищна църква, разположена в края на селото.